# Championnats du monde de VTT 1991
Navigation
Durango 1990 Bromont 1992
Les Championnats du monde de VTT 1991 se sont déroulés à Barga en Italie du 15 au 16 septembre 1991.

## Médaillés

### Cross-country
| Épreuves         | Or                        | Argent                       | Bronze                   |
| ---------------- | ------------------------- | ---------------------------- | ------------------------ |
| Hommes           | John Tomac États-Unis     | Thomas Frischknecht Suisse   | Ned Overend États-Unis   |
| Femmes           | Ruthie Matthes États-Unis | Eva Orvosova Tchécoslovaquie | Silvia Fürst Suisse      |
| Hommes, juniors  | John Mutolo États-Unis    | Chris Fox États-Unis         | Paul Lasenby Royaume-Uni |
| Femmes, juniors  | Karin Romer Allemagne     | Rita Bürgi Suisse            | Denise Müller États-Unis |
| Hommes, vétérans | Walter Brändli Suisse     | Sandro Bono Italie           | Patrice Thévenard France |
| Femmes, vétérans | Maria Canins Italie       | Kathy Lynch Nouvelle-Zélande | Valérie Simonnet France  |

### Descente
| Épreuves         | Or                         | Argent                   | Bronze                     |
| ---------------- | -------------------------- | ------------------------ | -------------------------- |
| Hommes           | Albert Iten Suisse         | John Tomac États-Unis    | Glen Adams États-Unis      |
| Femmes           | Giovanna Bonazzi Italie    | Nathalie Fiat France     | Cindy Devine Canada        |
| Hommes, juniors  | Bruno Zanchi Italie        | Tomas Misser Espagne     | Werner De Ceuster Belgique |
| Femmes, juniors  | Rita Bürgi Suisse          | Melanie Eberle Allemagne | Stéphanie Ethoin France    |
| Hommes, vétérans | Roland Champion Suisse     | Walter Brändli Suisse    | Sandro Bono Italie         |
| Femmes, vétérans | Emmanuelle Meissner France | Elena Vaiani Italie      | Cindy Whitehead États-Unis |

## Tableau des médailles
| Rang  | Nation           | Or | Argent | Bronze | Total |
| ----- | ---------------- | -- | ------ | ------ | ----- |
| 1     | Suisse           | 4  | 3      | 1      | 8     |
| 2     | États-Unis       | 3  | 2      | 4      | 9     |
| 3     | Italie           | 3  | 2      | 1      | 6     |
| 4     | France           | 1  | 1      | 3      | 5     |
| 5     | Allemagne        | 1  | 1      | 0      | 2     |
| 6     | Tchécoslovaquie  | 0  | 1      | 0      | 1     |
| 6     | Nouvelle-Zélande | 0  | 1      | 0      | 1     |
| 6     | Espagne          | 0  | 1      | 0      | 1     |
| 9     | Grande-Bretagne  | 0  | 0      | 1      | 1     |
| 9     | Canada           | 0  | 0      | 1      | 1     |
| 9     | Belgique         | 0  | 0      | 1      | 4     |
| Total | Total            | 12 | 12     | 12     | 36    |